# Campeonato Brasileiro Feminino de Xadrez de 1961
O Campeonato Brasileiro Feminino de Xadrez de 1961 foi a 5ª edição do evento, realizado na cidade do Rio de Janeiro, nas dependências do Tijuca Tênics Clube, entre 29 de julho e 3 de agosto de 1961. A paulista Dora Rúbio conquistou seu terceiro título.

## Classificação final
A competição foi jogada no sistema de todas contra todas. A campeão venceu suas cinco partidas.
| N° | Jogadora          | Estado | Pontos |
| -- | ----------------- | ------ | ------ |
| 1  | Dora Rúbio        | SP     | 5      |
| 2  | Taya Efremoff     | SP     | 3      |
| 3  | Noemi de Oliveira | GB     | 3      |
| 4  | Eunice Aquino     | GB     | 1,5    |
| 5  | Ruth Cardoso      | BA     | 1,5    |
| 6  | Sônia Paredes     | GB     | 1      |